# Ortutay Gyula
Ortutay Gyula (Szabadka, 1910. március 24. – Budapest, 1978. március 22.) magyar néprajzkutató, politikus, a Magyar Tudományos Akadémia rendes tagja.
Az 1930-as évektől a szövegfolklorisztikai egyéniségkutatással foglalkozó ún. budapesti iskola vezéregyénisége, 1945 után a magyarországi néprajztudomány, és azon belül is a folklorisztika legmeghatározóbb alakja volt. 1946–1956, illetve 1958–1978 között ő töltötte be a Magyar Néprajzi Társaság elnöki tisztét, 1967–1978 között az MTA Néprajzi Kutatócsoportjának vezetője volt. Nagyrészt tudományszervezői tevékenységének köszönhető az etnográfusképzés és a néprajzi kutatás intézményes kereteinek megteremtése, egy sor néprajzi folyóirat születése (Acta Ethnographica, Népi Kultúra – Népi Társadalom) és az ötkötetes Magyar néprajzi lexikon kiadása. 1945-től a Magyar Tudományos Akadémia levelező, 1958-tól rendes tagja volt. Politikusként 1942-től a Független Kisgazda-, Földmunkás- és Polgári Pártban tevékenykedett, 1945 után pedig a Baloldali Blokkhoz húzó kisgazdaként tölthetett be több vezető művelődéspolitikai funkciót. 1945–1947 között a Magyar Központi Híradó elnöke, 1947–1950 között vallás- és közoktatásügyi miniszter, 1958-tól haláláig az Elnöki Tanács tagja volt, s hosszú éveken át részt vett a Hazafias Népfront, valamint a Tudományos Ismeretterjesztő Társulat vezetésében.

## Élete
Szabadkai római katolikus polgári családban született Ortutay István újságíró, a Szegedi Napló szerkesztője és Borsodi Ilona gyermekeként. A gimnáziumot 1920 és 1929 között a szegedi piarista gimnáziumban végezte. Gyenge tanuló volt, így 1923/1924-ben egy évet ki is hagyott. „Apám halála után egyre nehezebb, megalázó lett a helyzetünk, s bizony az első években fokról fokra rosszabb tanuló lettem. Pedig a szegedi piaristák Dugonics András gimnáziuma jó iskola volt, s a tanárok igazságosak voltak hozzám is, osztálytársaimhoz is. Jól tanítottak, jól neveltek. De én mintha sűrű ködben tapogatóztam volna, egyre gyöngébben tanultam” – írta később. Viszont tagja, sőt főjegyzője volt az önképzőkörnek, és  végül jó eredménnyel érettségizett.
Felsőfokú tanulmányait a szegedi Ferenc József Tudományegyetemen kezdte meg 1928-ban magyar–latin–görög szakon, emellett filológiai és pszichológiai kurzusokat is felvett. Pszichológiai kurzusokra Várkonyi Hildebrand Dezsőhöz járt a Pedagógiai-Lélektani Intézetbe, doktori szigorlatának egyik tárgya a pszichológia volt. Solymossy Sándor néprajzi előadásait is látogatta. Hamarosan barátságot kötött az egyetemen tanuló baloldali fiatalok egy csoportjával, többek között Radnóti Miklóssal, Tolnai Gáborral, Baróti Dezsővel, Erdei Ferenccel, Buday Györggyel és Tomori Violával. 1930 őszén e kör tagjaként vett részt a falukutatással foglalkozó és annak eredményeit tudományos és képzőművészeti szempontból is feldolgozó Szegedi Fiatalok Művészeti Kollégiumának alapításában, majd munkájában.
Egyetemi tanulmányait 1934-ben fejezte be, két diplomamunkáját néplélektani (A magyar lélek alapvonásai népi kultúránkban) és irodalomtörténeti témában írta (Tömörkény István). Közvetlenül végzése után jelent meg A magyar parasztság szerelmi élete c. néprajzi irányú, de lélektani ihletésű tanulmánya, melynek létrejöttében nagy szerepet játszhatott Várkonyi Hildebrand az Ifjú kor lélektana c. egyetemi előadás-sorozata.
Az Állástalan Diplomások Országos Bizottságának gyakornokaként 1935-ben rövid időre a Magyar Nemzeti Múzeumban helyezkedett el. Még ugyanabban az évben állást kapott a Magyar Rádiónál, ahol 1944-ig az irodalmi osztály helyettes vezetője volt. Doktori értekezését 1940-ben védte meg a szegedi egyetemen Kálmány Lajos és a modern néprajzi gyűjtés címen, s ezt követően három féléven át magántanárként oktatott a tanintézményben (1941/1942, 1943). Mindeközben az 1930-as évek második felében Kozma Miklós belügyminiszter gyermekeinek házitanítója volt, 1935–1937 és 1942–1943 között pedig szerkesztette a Magyarságtudomány című folyóiratot, s publikált a Délvidéki Szemle című folyóiratban.
1938-ban Budapesten feleségül vette Kemény Zsuzsa (ekkortól Ortutay Zsuzsa) tánc- és mozdulatművészt, aki 1948-tól a Magyar Táncszövetség elnöke, később a Táncművészet című folyóirat szerkesztője volt. Házasságukból született Ortutay Mária pszichológus, Tamás keramikus-szobrász és Zsuzsanna védőnő.

### Politikusi pályafutása
Az 1930-as és 1940-es évek fordulóján került kapcsolatba baloldali, főleg kommunista érzelmű értelmiségiekkel (Hont Ferenc, Kállai Gyula, Orbán László), de a legnagyobb hatást a kisgazda Bajcsy-Zsilinszky Endre eszmeisége gyakorolta rá. 1942 februárjától aktívan részt vett az antifasiszta, alig pár hónap elteltével betiltott Magyar Történelmi Emlékbizottság munkájában. 1943-ban belépett a Független Kisgazda-, Földmunkás- és Polgári Pártba (FKgP), s még ugyanebben az évben részt vett a párt polgári tagozatának megalakításában, emellett rábízták a közművelődési bizottság vezetését is. 1944-ben Bajcsy-Zsilinszky kérésére készítette el az FKgP művelődés- és oktatásügyi programját. Magyarország 1944. márciusi német megszállása után a Magyar Rádiónál betöltött állásáról lemondott, és egy könyvesboltban helyezkedett el. A Szálasi Ferenc vezette nyilaskeresztes puccsot követően csatlakozott az ellenállási mozgalomhoz, tevékenyen közreműködött a Görgei-zászlóalj megalakításában, miközben a Magyar Nemzeti Múzeum pincéjében húzta meg magát.
1945. január 18. és 1947 márciusa között a Magyar Rádiót és a Magyar Távirati Irodát integráló Magyar Központi Híradó elnöki tisztét töltötte be. Ebben az időszakban pártján belül a Magyar Kommunista Párttal való szoros, feltétel nélküli együttműködés híve volt, s nevével fémjelezték a hasonlóan gondolkodó, baloldali társutasokból álló O csoportot (tkp. Ortutay–Oltványi-csoport). Az MKP-val való együttműködés szorgalmazása nem meglepő, hiszen 1945 márciusától a Rákosi Mátyás vezette kommunista párt titkos tagja volt. 1945 áprilisától a főváros életét irányító Budapesti Nemzeti Bizottság, október 7-étől a budapesti törvényhatósági bizottság, pártpolitikusként az FKgP budapesti tagszervezete, augusztustól pedig az országos intézőbizottság tagja lett. 1945. április 2-án az FKgP színeiben az Ideiglenes Nemzetgyűlés tagja lett, s az 1953–1958 közötti időszak kivételével haláláig a parlament padsoraiban ült, 1947-ig mint nemzetgyűlési, azt követően mint országgyűlési képviselő. 1946. március 7-én a szintén baloldali kisgazda Dobi Istvánnal együtt nyilatkozatot adtak ki, amelyben a kommunista párt által egységfrontként létrehozott, hivatalosan párton felüli Baloldali Blokk támogatása mellett tettek hitet. 1946 májusában Ortutayt még beválasztották az FKgP politikai bizottságába, de az O csoport élén végzett tevékenysége miatt még ugyanazon év augusztusában kizárták.
1947 februárjában rövid időre a népi kollégiumokat integráló Magyar Kollégiumi Egyesület élére nevezték ki. Március 14-én a kisgazdapárti Nagy Ferenc vezette kormány vallás- és közoktatásügyi minisztere lett, s hivatalát a Dinnyés- és a Dobi-kormányban is megtartotta egészen 1950. február 25-éig. 1947 júniusa és szeptembere között ismét beválasztották az FKgP politikai bizottságába, ugyanakkor a polgári tagozat, 1948. április 17-én pedig a párt társelnöke lett. Minisztersége alatt államosították az egyházi iskolákat, átszervezték a Magyar Tudományos Akadémiát (Ortutay társelnöke volt az átalakítást végrehajtó, Gerő Ernő irányította Magyar Tudományos Tanácsnak, bár szerepe formális volt), bevezették az átfogó tankönyvreformot és a Kossuth-díjat, valamint feloszlatták a Néptudományi Intézetet (ez utóbbi intézkedés miatt később néprajzos kollégái részéről is több vád, szemrehányás érte).
1949-től a Magyar Függetlenségi Népfront (1954-től Hazafias Népfront) országos tanácsának tagja, 1957–1964 között főtitkára, 1964–1978 között alelnöke volt. Emellett 1958. november 26-ától haláláig az Elnöki Tanács tagjaként, 1970–1978 között az országgyűlési kulturális bizottságának elnökeként is tevékenykedett. Tényleges politikai szerepvállalása azonban 1950 után kizárólag a művelődéspolitika kérdéseire szorítkozott. 1950–1952 között a Múzeumok Országos Központjának élén a múzeumszervezés és a műemlékvédelem ügyeit irányította. 1957–1963 között az Eötvös Loránd Tudományegyetem rektora, 1964-től pedig egészen haláláig a Tudományos Ismeretterjesztő Társulat (TIT) elnöke volt.

### Tudósi pályafutása
Az 1950-es évektől Ortutay elsősorban tudományos pályájára és tudományszervezői tevékenységére koncentrált. Már 1946-ban kinevezték a néprajz professzorává a budapesti tudományegyetemen, s ettől fogva haláláig tanított az egyetemi Néprajzi Intézetben, a későbbi szervezeti átalakulás után a Tárgyi Néprajzi és a Folklore Tanszéken. 1949–1956 között a magyarországi néprajztudomány központi folyóirata, az Ethnographia főszerkesztője volt, 1950-től pedig részt vett az akadémiai kiadású Acta Ethnographica szerkesztésében is. 1950–1954 között ugyancsak ő szerkesztette a szovjet folklorisztika eredményeiről beszámoló, fordításokat tartalmazó Szovjet Néprajztudomány című folyóiratot. 1946-ban a Magyar Néprajzi Társaság elnöke lett, irányításával készültek el az 1848 centenáriumának szentelt néprajzi kiállítások és tanulmányok. 1950-ben vezetésével alakult meg az Akadémia Néprajzi Bizottsága. 1956 júniusában – egy érezhetően enyhülő és a változás ígéretét hordozó politikai környezetben – a Magyar Néprajzi Társaság választmánya, majd a közgyűlés is lemondatta elnöki tisztéről a szakmán belül a közelmúlt bűneit képviselő Ortutayt. 1958-ban azonban ismét őt választották meg elnökké, mint a honi néprajztudományt és intézményrendszerét egyedül felemelni, a néprajzi közéletet felfrissíteni képes vezetőt. Ortutay ezt követően már haláláig vezette a társaságot, a legkülönfélébb konferenciák és ülésszakok szervezésével bekapcsolta a magyar etnográfiát a nemzetközi tudományos élet vérkeringésébe, és több nagyívű kezdeményezést indított útjára. 1967-ben szervezőmunkája eredményeképpen önállósult a néprajztudomány akadémiai kutatóbázisa, az MTA Néprajzi Kutatócsoportja (ma Kutatóintézete), amelyet még 1963-ban egyetemi kutatóhelyként hozott létre, és ezt követően is igazgatta egészen haláláig. E minőségében is irányította az Új Magyar Népköltési Gyűjtemény című sorozat és az ötkötetes Magyar néprajzi lexikon szervezési és szerkesztési, illetve a halálát követően megjelent Magyar Néprajz Nyolc Kötetben című sorozat előkészítő munkálatait. Egy ideig alelnöke volt a szövegfolklorisztikával foglalkozó szakemberek nemzetközi szervezetének, az International Society for Folk Narrative Researchnek.
Két nappal 68. születésnapja előtt,  Budapesten hunyt el.

## Néprajztudósi életműve
Etnográfusként Ortutay fő kutatási területe a folklór volt, ezen belül elsősorban szövegfolklorisztikával, azaz a szöveges folklórműfajok (esetében: népmese, népballada, népdal) filológiai igényű vizsgálatával foglalkozott.
Ortutay 1931-től végzett népköltészeti gyűjtést Északkelet-Magyarországon, amelynek során a korábbi, a szöveg puszta rögzítésére koncentráló pozitivista szemlélettel szakítva funkcionalista szempontokat érvényesített. Népmesegyűjtései alkalmával nagy hangsúlyt helyezett az alkotáslélektanra, azaz a szájhagyomány névtelen, produktív közegéből kiemelkedő, nagy repertoárral és alkotó tehetséggel rendelkező mesemondók egyéniségére. Így fedezte fel 1936-ban Fedics Mihály bátorligeti mesemondót, akinek teljes repertoárját rögzítette, feltérképezte élettörténetét, társadalmi helyzetének alakulását, személyiségét, világképét, nyelvi készségeit stb. Az így elkészült kétkötetes monográfia 1940. évi kiadásával indította útjára az Új Magyar Népköltési Gyűjtemény című sorozatot, másfelől pedig az általa kidolgozott, a hagyományozódás törvényszerűségeit megvilágító módszertannal új iskolát teremtett a nyomában járó magyar és külföldi szövegfolkloristák számára (budapesti vagy magyar iskola).
Ugyancsak az 1930-as években végzett nyírségi és rétközi népballadagyűjtése, a Kálmány Lajos-féle dél-alföldi, valamint a megelőző száz évben feljegyzett székelyföldi anyag alapján Ortutay kísérletet tett a népballadák tipologizálására is. Ennek során a szájhagyományozódás törvényszerűségeit és társadalmi hátterét figyelembe véve megállapította, hogy a ballada csak Európában, illetve az európai hatású kultúrákban (Amerika, Ausztrália) élő folklórműfaj. Folklórelméleti tanulmányai, összefoglaló néprajzi és folklorisztikai monográfiái, szövegkiadásai mellett jelentősek a néprajztudomány történetével foglalkozó írásai is. Néprajztudományi könyvtári hagyatéka halála után a Folklore Tanszék tulajdonába került, ma az egyetemi Néprajzi Intézet könyvtára kezeli.
Tudományos munkássága elismeréseként és az utókor megbecsülésének jeleként alapította 1981-ben a Magyar Néprajzi Társaság a róla elnevezett, évenként kiosztott Ortutay Gyula-emlékérmet.

#### Egyéniségkutatás
A folklorisztika irányzata, amely a folklór alkotásaiban nem valami személytelen alkotó erő megnyilvánulását látja, hanem a nép körében élő alkotó személyiségek tudatos tevékenységét kutatja, és azt alkotáslélektanilag, esztétikailag, ritkábban társadalomtörténetileg is vizsgálja. Az 1930-as években Ortutay Gyula az alkotáslélektani vonásokat hangsúlyozta. Fedics Mihály meséinek közreadásával, hanglemezre vételével és a személyével kapcsolatos tanulmányaival indította el a paraszti egyéniségkutatást. Ez a szemlélet igen termékenynek bizonyult nemcsak a mese-, illetve a folklórkutatás, hanem a népművészet, a paraszti kismesterségek vizsgálatának területén is. Az 1940-ben Ortutay által elindított Új Magyar Népköltési Gyűjtemény alapelve is ez volt. Ezekben az évtizedekben a terepmunkából folyó tapasztalatok összegyűjtése folyt: főként a mesemondókat és a mesemondás alkalmait vizsgálták. Az 1960-as években került sor általános folklorisztikai és esztétikai kérdések ide kapcsolására, ekkor a hagyomány és a variálódás kérdései kerültek előtérbe. A nemzetközi kutatás néhány kivételtől eltekintve nagy elismeréssel övezte ezt az irányzatot, és „magyar iskola” vagy „budapesti iskola” néven előbb a mesekutatásban, újabban a folklórelméletben polgárjogot kapott. Voltaképpen ez az egyetlen olyan folklorisztikai áramlat, amelynek metodikája nemzetközileg elismerést nyert.

#### Új Magyar Népköltési Gyűjtemény
A magyar folklór egyik legjelentősebb szövegpublikáló sorozata. Ortutay Gyula indította 1940-ben a megszűnt Magyar Népköltési Gyűjtemény pótlására. Az Új Magyar Népköltési Gyűjteményben láttak napvilágot a magyar népmesekutató iskolát reprezentáló mesegyűjtemények és a hozzájuk fűződő tanulmányok. Fedics Mihály meséivel indult meg a sorozat. A kötetek egy része kiemelkedő mesemondók, Ámi Lajos, Palkó Józsefné, Pandur Péter, Tóth Szőke Józsefné és Tombácz János meséit mutatják be, más részük egy-egy mesemondó közösség, a kalotaszegi Ketesd, a bukovinai székely telepes Kakasd, a szatmári Rozsály meséit adják kézbe, illetve a jugoszláviai magyarok meséiből adnak átfogó képet (Dégh Linda, Kovács Ágnes, Béres András, Erdész Sándor, Penavin Olga, Bálint Sándor).
Az Új Magyar Népköltési Gyűjtemény kötetei:
- Fedics Mihály mesél: Bevezető tanulmánnyal és jegyzetekkel kíséri Ortutay Gyula, Bp., 1940
- Baranyai népmesék: Bevezető tanulmánnyal és jegyzetekkel kíséri Banó István, Bp., 1941
- Pandúr Péter meséi: I–II., Bevezető tanulmánnyal és jegyzetekkel kíséri Dégh Linda, Bp., 1941
- Kalotaszegi népmesék: I–II., Bevezető tanulmánnyal és jegyzetekkel kíséri Kovács Ágnes, Bp., 1943
- Mátyusföldi gyermekjátékok: Gyűjtötte Bakos József, Bp., 1953
- Kakasdi népmesék: I–II., A bevezető tanulmányt és a jegyzeteket írta Dégh Linda, Bp.. 1955–1960
- Egy somogyi parasztcsalád meséi: A meséket összegyűjtötte, a bevezető tanulmányt és a jegyzeteket készítette S. Dobos Ilona, Bp., 1962
- Karcsai mondák: Gyűjtötte, bevezető tanulmánnyal és jegyzetekkel ellátta Balassa Iván, Bp., 1963
- Rozsályi népmesék: Gyűjtötte, a bevezető tanulmányt írta Béres András, a jegyzeteket készítette Kovács Ágnes, Bp., 1967
- Ámi Lajos meséi: I–III., Gyűjtötte, a bevezető tanulmányt és a jegyzeteket készítette Erdész Sándor, Bp., 1968
- Penavin Olga: Jugoszláviai magyar népmesék: Bp., 1972  helytelen ISBN kód: 963-05-3158-9
- Tombácz János meséi: Gyűjtötte és a bevezetést írta Bálint Sándor, Bp., 1975 ISBN 963-050-402-2
- Taktaszadai mondák: Gyűjtötte és a bevezető tanulmányt írta Szabó Lajos, a jegyzeteket készítette Dobos Ilona, Körner Tamás és Nagy Ilona, Bp., 1975 ISBN 963-05-0423-5

#### Fedics Mihály
Fedics Mihály meséinek közreadásával indította el Ortutay Gyula a paraszti egyéniségkutatást Magyarországon. Fedics Mihály 1851-ben született Piricsén és 1938-ban halt meg Bátorligeten. Meseanyagát minden valószínűség szerint a szabolcsi pásztoroktól, favágóktól tanulta. Kiemelkedő elbeszélő tehetség volt, előadását nagyfokú beleélés jellemezte. Azonosulása különösen a kalandmesék hőseivel volt nyilvánvaló: harmadik személyű előadása gyakran átcsapott első személyűbe. A meseszerkesztés törvényeit igen jól ismerte. Arra törekedett, hogy megszövegezése minél változatosabb legyen. Mesekincsének rögzítése élete legvégén, 1936–38-ban történt. Repertoárját (40 szöveg) nem is sikerült kimeríteni. A Károlyi-uradalom egyik tanyáján volt pásztor, favágó, majd öreg koráig uradalmi cseléd. 1937-ben többször járt Budapesten, Dési Huber István lerajzolta és portréját meg is festette.

### Főbb művei
- A magyar lélek alapvonásai népi kultúránkban; Városi Ny., Szeged, 1933 (A Szegedi Alföldkutató Bizottság könyvtára)
- A szerelem Ajak-on a házaséletig. A magyar parasztság szerelmi élete : kritikai és módszertani vizsgálódás; Városi Ny., Szeged, 1935 (A Szegedi Alföldkutató Bizottság könyvtára)
- Tömörkény István; Szegedi Fiatalok Művészeti Kollégiuma, Szeged, 1934
- A magyar parasztság szerelmi élete, Népünk és Nyelvünk[10] Szeged, 1935
- Parasztságunk élete, Budapest, Officina, 1937 (angolul is)
- Magyar népismeret, Budapest, 1937.
- Rákóczi két népe, Budapest, MEFHOSZ, 1939.
- Fedics Mihály meséi, Budapest, 1940.
- Kis magyar néprajz, Budapest, Egyetemi ny., 1940.
- A magyar népművészet, I–II. köt., Budapest, Franklin, 1941.
- Kálmány Lajos és a modern néprajzi gyűjtés. Szellem és Élet, Kolozsvár, 1941/4. 192-202.
- Két előadás / Művelődéspolitikánk alapelvei. A mai magyar belső vándorlás és a néprajzi kutatás; Máté Károly, Bp., 1947
- Művelődés és politika. Tanulmányok, beszédek, jegyzetek; Hungária, Bp., 1949
- A magyar népköltészet, Budapest, Művelt Nép, 1952
- Kis magyar néprajz; 3. bőv., jav. kiad.; Bibliotheca, Bp., 1958
- Írók, népek, századok, Budapest, Magvető, 1960 (tanulmányok, cikkek)
- Kállai és Ortutay elvtársak kongresszusi beszámolói és Kádár elvtárs felszólalása; Hazafias Népfront, Bp., 1960
- Halhatatlan népköltészet: Néprajzi vázlatok, Budapest, Magvető 1966.
- Hungarian folklore. Essays; angolra ford. Butykai István; Akadémiai, Bp., 1972
- Fényes, tiszta árnyak. Tanulmányok, emlékek, vázlatok; Szépirodalmi, Bp., 1973
- Magyar néprajzi lexikon, 1-5.; főszerk. Ortutay Gyula; Akadémiai, Bp. 1977-1982
- Balassa Iván–Ortutay Gyula: Magyar néprajz; Corvina, Bp., 1979
- A nép művészete, Budapest, Gondolat, 1981
- Napló, 1-3.; szerk., jegyz. Markó László; Alexandra, Pécs, 2009-2010

### Szövegkiadások
- Mondotta: Vince András béreslegény, Máté János gazdalegény. Nyíri, rétközi balladák, betyár- és juhásznóták; bev., gyűjt. Ortutay Gyula, ill. Buday György; Délmagyarország, Szeged, 1933
- Székely népballadák, Budapest, Egyetemi nyomda, 1935.
- Nyíri és rétközi parasztmesék, Szeged, Szegedi Fiatalok Művészeti Kollégiuma, 1935.
- Magyar parasztmesék, Budapest, Franklin, 1936 (válogatta Illyés Gyulával)
- Bátorligeti mesék. Ortutay Gyula gyűjtése; ill. Buday György; Hungária Ny., Bp., 1937 (Hungária Könyvek)
- Az aranyszóló: Magyar népmesék, Budapest, Stádium, 1940
- Tréfásszavú magyarok. Vidám népmesék mindnyájunk kedvére; vál., bev. Ortutay Gyula, ill. Pohárnok Zoltán; Dante, Bp., 1942
- Kálmány Lajos népköltési hagyatéka. 1. Történeti énekek és katonadalok; szerk. Ortutay Gyula, sajtó alá rend., bev. Dégh Linda, életrajz Péter László, jegyz. Dégh Linda, Katona Imre; Közoktatási, Bp., 1952
- Kálmány Lajos népköltési hagyatéka. 2. Alföldi népballadák; szerk., bev. Ortutay Gyula; Akadémiai, Bp., 1954
- Sebestyén Márta – magyar népköltészet, 1-3.; sajtó alá rend., bev. Ortutay Gyula; Szépirodalmi, Bp., 1955 (Magyar klasszikusok)
- Magyar parasztmesék, I–II. köt., Budapest, Szépirodalmi, 1956 (szerkesztette Katona Imrével).
- Magyar népmesék, I–III. köt., Budapest, Szépirodalmi, 1960 (szerkesztette Dégh Lindával és Kovács Ágnessel).
- Magyar népballadák, Budapest, Szépirodalmi, 1968.
- Magyar népdalok, Budapest, Szépirodalmi, 1970.
- A nagy hegyi tolvaj: Magyar népballadák, Budapest, Magyar Helikon, Európa, 1971
- Magyar népköltészet. Népballadák, népmesék; népballadák szöveggond., jegyz. Kríza Ildikó, népmesék szöveggond., jegyz. Kovács Ágnes; Akadémiai, Bp., 1985

## Társasági tagság
- Dugonics Társaság
- Magyar Mickiewicz Társaság[11]
- Magyar Néprajzi Társaság

### Díjak, elismerések
Művelődéspolitikai, néprajzi-tudományos munkásságáért több díjban és elismerésben részesült. 1945-ben a Magyar Tudományos Akadémia levelező, 1958-ban rendes tagjává választották, s 1970–1973 között elnökként ő vezette az MTA I. Nyelv- és Irodalomtudományok Osztályának munkáját. Emellett tiszteletbeli tagja volt a Finn Tudományos Akadémiának és díszdoktora a Helsinki Egyetemnek. 1936-ban és 1942-ben Baumgarten-, 1962-ben Pitrè-, 1972-ben Herder-díjban részesült, 1948-ban Kossuth Érdemrendet, 1975-ben az Állami Díj I. fokozatát (a néprajztudomány terén kifejtett tevékenységéért, a Hungarian Folklore című összefoglaló művéért, közéleti tevékenységéért), 1978-ban Akadémiai Aranyérem kitüntetést kapott. 1970-ben Tálasi Istvánnal együtt elsőként vehette át a Magyar Néprajzi Társaság akkor alapított Györffy István-emlékérmét.

## Kötődések

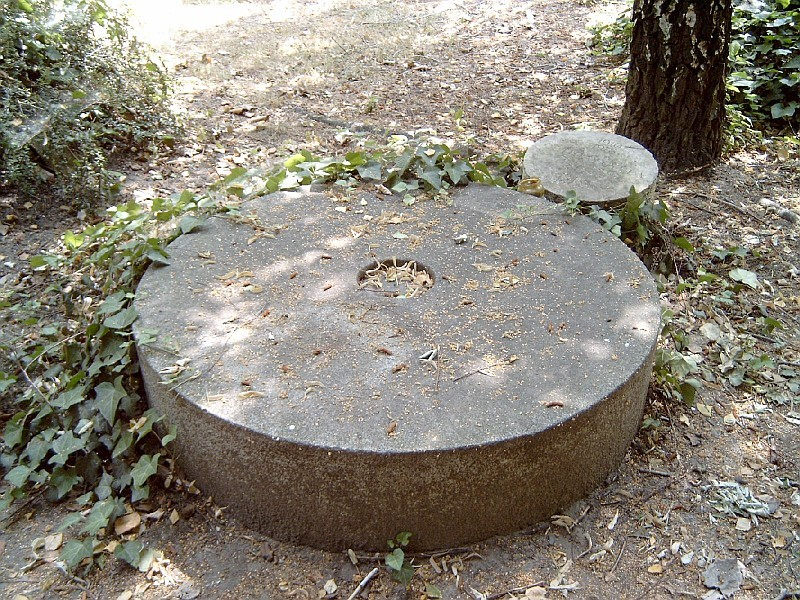
Ortutay Gyula és felesége, Ortutay Zsuzsa sírja Budapesten. Kerepesi temető: 34/2-1-33 (Ortutay Tamás szobrász műve)

A közéleti személyiségek közül azon kevesek közé tartozott, aki vállalta, hogy a Ferencváros szurkolója. Sokat tett a csapat fennmaradásáért, ismételt elismertetéséért.